# Tânia Gomide
Tânia Gomide (Carmo do Rio Verde, 17 de fevereiro de 1960) é uma atriz brasileira.

## Filmografia

### Cinema
| Ano  | Título                             | Personagem        |
| ---- | ---------------------------------- | ----------------- |
| 1983 | Aluga-se Moças 2                   | Marli             |
| 1983 | Perdida em Sodoma                  | —                 |
| 1982 | O Rei da Boca                      | Glorinha          |
| 1982 | Nicolli, a Paranóica do Sexo       | Fernanda          |
| 1982 | Aluga-se Moças                     | Marli             |
| 1982 | Amado Batista em Sol Vermelho      | Fã                |
| 1982 | Procuro Uma Cama                   | Mayara            |
| 1981 | Ninfas Insaciáveis                 | —                 |
| 1981 | Volúpia ao Prazer                  | Esposa na barraca |
| 1980 | As Meninas de Madame Laura         | Margarida         |
| 1980 | Os Insaciados                      | —                 |
| 1980 | Tara das Cocotas na Ilha do Pecado | —                 |
| 1980 | Prisioneiras da Ilha do Diabo      | —                 |

### Televisão
| Ano  | Título           | Personagem |
| ---- | ---------------- | ---------- |
| 1985 | Um Sonho a Mais  | Glenda     |
| 1983 | Fernando da Gata | —          |